# Clanis baratana
Clanis baratana là một loài bướm đêm thuộc họ Sphingidae. Loài này có ở Indonesia.